# Synclerostola incana
Synclerostola incana là một loài bướm đêm trong họ Noctuidae.